# Brezeln für den Pott
Brezeln für den Pott ist ein Fernsehfilm von Matthias Steurer mit Hans-Jochen Wagner in der Hauptrolle des sparsamen Managers Roland Reuter. In tragenden Rollen sind Ulrike C. Tscharre, Katharina Abt und Marian Meder zu sehen. Der Film wurde erstmals am 24. Oktober 2014 im Fernsehprogramm Das Erste zur Hauptsendezeit ausgestrahlt. 

## Handlung
Roland Reuter, Angestellter der Großbäckerei „Weckle“, wird von Stuttgart nach Duisburg geschickt, um die dortige Firmenniederlassung wieder in die schwarzen Zahlen zu bringen. Wenn er dies schafft, winkt ihm die Beförderung in den Vorstand. Trotz dieser Aussichten ist seine Frau Sybille von einem Umzug nicht begeistert, zumal Roland sie erst im letzten Moment von der Versetzung in Kenntnis setzt. So fährt er allein und ohne Familie in die fremde Stadt, in der man auch noch ganz anders spricht als bei ihm daheim. Schon am ersten Abend macht er mit der berüchtigten Frohnatur der Rheinländer Bekanntschaft, die dem pedantischen Schwaben so gar nicht zusagt.
Seinen ersten Arbeitstag in der Firma beginnt Reuter mit einem Firmenrundgang und stellt sogleich massenhaft Veränderungs- und Einsparmöglichkeiten fest. In einer feurigen Ansprache an die Belegschaft versucht er, das Potenzial und die Bereitschaft der Leute zu mobilisieren. Als Zeichen seiner Bereitschaft, auch mit zurückzustecken, zieht er von seinem teuren Luxushotel in eine kleine Arbeiterwohnung. Des Weiteren befasst sich Reuter erst einmal mit der Analyse der Bilanzen. Dabei hilft ihm der Assistent der Geschäftsleitung Dietmar Grabowski. Bei einer Kontrollfahrt zu den Backfilialen beim jeweiligen Discounter begegnet ihm ein rauchender Beamter der Gesundheitsbehörde. Der pflichtbewusste Reuter hat nun nichts Eiligeres zu tun, als die Behörde von diesem Fehlverhalten in Kenntnis zu setzen, was zur Folge hat, dass das Gesundheitsamt die Filialen jetzt doppelt so oft zu kontrollieren gedenkt. Im Zuge dessen muss gar eine Filiale geschlossen werden.
So autoritär sich Reuter in der Firma gibt, so wenig selbstsicher tritt er bei seiner Familie auf, die er nur noch am Wochenende sieht. Seiner Tochter versucht er, alles recht zu machen, und mit seiner Frau meidet er jegliche Auseinandersetzung. Zum Ausgleich lässt er die Angestellten in Duisburg doppelt unter seiner Korrektheit leiden. Damit bleibt er weiterhin ein Außenseiter. Das ändert sich, als er unverhofft zum Mitglied im örtlichen Taubenzuchtverein „Kehre Wieder“ erklärt wird.
Je länger Reuter von zu Hause weg ist, desto mehr beginnt zwischen den Eheleuten die Eifersucht zu wachsen. Da Roland für 850 Euro eine Brieftaube namens „Veronica“ im Internet gekauft hat, ordnet seine Frau diese Ausgabe völlig falsch ein. Im Gegenzug befürchtet Roland, dass seine Frau ihm nicht treu ist. Beide stellen ihre Liebe in Frage. Seine Arbeit in der Firma trägt indessen erste Früchte und die Bilanzen sehen schon sehr hoffnungsvoll aus. Dennoch sind der Zentrale in Stuttgart Reuters Mittel und Wege, das Vertrauen der Belegschaft zu gewinnen, nicht genehm. Man hält ihn als Vorstandsmitglied nicht für tragbar, und er muss weiter in Duisburg bleiben. Nachdem er sich aber mit seiner Frau ausgesprochen hat und sich beide ihrer Zuneigung zueinander sicher sind, nimmt er dies gerne auf sich.

## Produktionsnotizen
Es handelt sich um eine Produktion von Zeitsprung Pictures, die in Zusammenarbeit mit der ARD und Adag Film Services entstand. Das Drehbuch zum Film wurde von Peer Klehmet und Franz Müller geschrieben. 

## Rezeption

### Einschaltquoten
Brezeln für den Pott wurde bei der Erstausstrahlung von 3,71 Millionen Zuschauern verfolgt, was einem Marktanteil von 12,1 Prozent entspricht.

### Kritiken
Rainer Tittelbach von tittelbach.tv fällt folgendes Urteil zu diesem Film: „[…] Dank des facettenreichen Spiels von Hans-Jochen Wagner ist die Hauptfigur alles andere als ein uneingeschränkter Sympathieträger. Großen Spaß versprechen das Spiel mit den gegenseitigen Vorurteilen & etwas Ironie am Rande.“
Der Westen.de schreibt dazu: „Überhaupt geht die Komödie an keinem Revier-Klischee vorbei. Gleich auf der Fahrt des Brezel-Bäckers nach Duisburg bietet der Film alle optischen Ikonen herkömmlicher Ruhrgebietswahrnehmung auf: dampfende Schlote, Autos im Stau, grauer Himmel. Nebenher macht der Film glauben, im Revier stehe die Zeit still: Der Backbetrieb sieht aus wie ein Freilichtmuseum für Industriekultur. Und vor der neuen Wohnung des zugereisten Schwaben steht ein Kleinkraftrad aus den 70ern. Noch Fragen?“
Ulrich Feld von der FNP meinte: „Zusammen mit seinem vielschichtigen Spiel, einem gut ausgesuchten Ensemble an Nebendarstellern und der geschickten Kamera verleiht das dem Film über fast seine ganze Laufzeit hohe Authentizität. Trotz seiner dramaturgischen Schwächen am Schluss ist der Film dadurch doch sehenswert.“